# Utengule Usongwe (Mbeya)
Utengule Usongwe è una circoscrizione mista (mixed ward) della Tanzania situata nel distretto rurale di Mbeya, regione di Mbeya. Conta una popolazione di 41 952 abitanti (censimento 2012).